# Грегорс, Янис
Янис Грегорс (в русской историографии Ян Грегор; латыш. Jānis Gregors; 2 апреля 1893 года, Венденский уезд — 20 ноября 1944, Остланд) — офицер Русской Императорской армии, Красной армии, латвийской и нацистской армии. Адъютант штаба группы Курелиса. Кавалер ордена Красного Знамени, награждён золотыми часами и другими советскими наградами.

## Биография
Янис Грегорс родился 2 апреля 1893 в Яунпиебалгской волости в семье служащего пастора. В 1914 году окончил Вольмарскую учительскую семинарию. С началом Первой мировой войны, Грегорс был мобилизован.

### Первая мировая и Гражданская война
В 1916 году получил погоны прапорщика и направление в 5-й Земгальский латышский стрелковый полк, которым командовал Иоаким Вацетис.
В 1917-м Грегор вместе с Вацетисом выбрал большевиков, как и большинство его сослуживцев и соотечественников, настроенных пробольшевистски.
Летом 1918 года Грегор возглавил свой 5-й Земгальский латышский полк, отличившийся при обороне Казани. Он стал первой частью РККА, которой было вручено Почетное Красное знамя. С этого момента 5-й Земгальский полк сражался на самых горячих участках фронта. 25 октября 1919-го в бою в районе г. Павловска именно он спас Петроград от наступления Юденича, отразив атаку английских танков и выбив у белых их последний козырь. Как указывалось в приказе РВСР № 77 от 21 февраля 1920 года, «в этом бою противником были введены в дело 2 танка; предвидя возможность возникновения паники среди красноармейцев полка, впервые видевших этот новый род оружия, тов. Грегор взял в руки винтовку и, вместе с комиссаром полка двинулся на танки, открыв по ним огонь бронебойными пулями. Весь полк, как один, бросился за ним, и неприятель, несмотря на поддержку танков, стал отходить. Таким образом, благодаря храбрости тов. Грегора, был предотвращен прорыв неприятеля к Павловску».
Грегор за эти бои получил орден Красного Знамени, а сам полк — второе Почетное знамя.
По окончании Гражданской войны перед Грегором открывалась блестящая карьера.
Однако он пренебрег военной службой и в 1921-м вернулся в Латвию, чтобы учительствовать.

### В независимой Латвии
В 1921 году Грегор начинает преподавать в Лимбажи, затем он был школьным инспектором в Елгаве, преподавал в Рижской коммерческой школе. В 1940 году Латвия присоединяется к Советскому Союзу.

### В годы Второй мировой войны
Скромный учитель Грегор не попал в поле зрения советской власти, однако с нею не смирился. Во время Второй мировой войны это приводит его в июле 1944 года к генералу Курелису, у которого он стал адъютантом штаба.
Курелис, офицер русской, белой и латвийской армий, в отличие от Бангерскиса, не поддержал создание Латышского легиона СС. Ему удалось заинтересовать немцев собственным проектом — созданием «партизанской армии», которая при вступлении красных на территорию Латвии устроит им «ад в тылу». Курелис имел тайную мысль — повторить сценарий 1918—1919 года, использовав немецкую военную силу, а затем выйти из подчинения немцев. Этот план разработал начальник штаба группы — капитан Кристапс Упелниекс. Упелниекс лелеял надежду, что при помощи США и Англии удастся сохранить независимость Латвии. «Между генералами Курелисом и Бангерскисом была идеологическая и политическая трещина», — оценивает двоих старых военачальников Латвии, оставшихся на ее территории к 1944 году, историк Антоний Зунда. Если Курелис, как и возглавлявшийся Константином Чаксте Латвийский центральный совет, был против и СССР, и Германии, то Бангерскис мечтал о том, что в награду за «геройскую борьбу легионеров и Латвии найдется место в Новой Европе».
Однако всё пошло не так. Дневник Яна Грегора показывает, как меняется его отношение к немцам по мере отступления на запад. 2-3 октября началась обязательная эвакуация жителей Риги на Запад. На сборы людям дают 3 часа. Эвакуируют всех от 14 до 55 лет, значит, из 200-тысячного населения Риги к отправке в Германию приговорено 120—150 тысяч человек, записывает Грегорс.
7 октября 1944 года: «Теперь и немцы, как и большевики, устроили нам ловлю рабов. Но что бы ни случилось, народ не может оставить свою землю, и преступно думают те „латыши“, которые эвакуацию всего народа считают избавлением от смерти и Сибири, потому что Германия-де ближе Сибири. Генерал Бангерскис считает, что все латыши должны уйти в Германию, пусть даже они вернутся через 30-40 лет. Он с ума сошел!»
1 ноября генерала Курелиса вызвали к обергруппенфюреру Еккельну, главе СС Остланда. В штабе Курелиса набросали меморандум: «Просим германское правительство, чтобы было официально декларировано признание и готовность фактически предоставить независимость Латвии». Курелис на встрече обещал Еккельну сформировать из беженцев в Курляндии 50-тысячную армию и развернуть партизанскую войну в тылу красных. Даже упомянул, что призыв в легион незаконен с точки зрения Гаагской конвенции.
Однако Еккельн вызвал Курелиса, чтобы выяснить, как выполняется поставленная его соединению задача — отлавливать дезертиров, которых он, вместо того, чтобы передавать для суда, ставил на довольствие. Курелис не признался, что принимает дезертиров из 19-й дивизии легиона СС. Но немцы об этом знали, как и о планах выйти из под их подчинения.
7 ноября Грегор делает запись в дневнике: «Серьёзные люди предупреждают, что нас окружат и расформируют. Если не сказать хуже…»
14 ноября группу Курелиса (неполный полк) окружили, накрыли минометным огнем и заставили сдаться. Курелиса и солдат отправили в лагеря военнопленных. 8 офицеров его штаба, в том числе Грегорса, отдали под трибунал. Среди судей были латыши: штандартенфюрер Палкавниекс, оберштурмбанфюрер Гайлитис. Всех восьмерых приговорили к расстрелу.
Приговор приведен в исполнение 20 ноября 1944 года.
Из всей группы Курелиса только лейтенант Рубенис со своим батальоном сумел прорваться в лес, где сражался с немцами до 9 декабря. Около 100 человек из этого батальона затем довоевали в советских партизанских отрядах в Курземе до мая 1945 года. 80 бойцов влились в партизанский отряд «Красная Стрела».